# Отто Феннекольд
Отто Феннекольд (нім. Otto Fönnekold; 15 лютого 1920, Гамбург — 31 серпня 1944, аеродром Будаку-де-Жос, Трансильванія, Румунське королівство) — німецький льотчик-ас винищувальної авіації, оберлейтенант люфтваффе. Кавалер Лицарського хреста Залізного хреста.

## Біографія
Після закінчення льотної школи восени 1942 року зарахований в 5-у ескадрилью 52-ї винищувальної ескадри. Учасник Німецько-радянської війни. Свою першу перемогу здобув 1 грудня 1942 року, і до кінця року на його рахунку були 7 перемог. 30 листопада 1943 року здобув 80-ту, а 19 січня 1944 року — 100-ту перемогу. З 19 квітня 1944 року — командир 5-ї ескадрильї 52-ї винищувальної ескадри. 31 серпня 1944 року його літак (Bf.109G-6) під час посадки атакували американські винищувачі і Феннекольд загинув.
Всього за час бойових дій здійснив понад 600 бойових вильотів і збив 136 літаків, в тому числі 133 радянські.

## Нагороди
- Нагрудний знак пілота
- Залізний хрест 2-го і 1-го класу
- Почесний Кубок Люфтваффе (9 серпня 1943)
- Німецький хрест в золоті (16 серпня 1943)
- Лицарський хрест Залізного хреста (26 березня 1944) — за 104 перемоги.
- Авіаційна планка винищувача в золоті з підвіскою «600»